# Hòa Khánh Tây
Hòa Khánh Tây là một xã thuộc huyện Đức Hòa, tỉnh Long An, Việt Nam.

## Địa lý
Xã Hòa Khánh Tây có vị trí địa lý:
- Phía đông giáp xã Hòa Khánh Đông
- Phía tây giáp huyện Đức Huệ qua sông Vàm Cỏ Đông
- Phía nam giáp huyện Đức Huệ và xã Hòa Khánh Nam
- Phía bắc giáp xã Tân Phú và thị trấn Hậu Nghĩa.

Xã có diện tích 28,62 km², dân số năm 1999 là 8.709 người, mật độ dân số đạt 304 người/km².

## Hành chính
Xã được chia thành 5 ấp: Tân Bình, Lập Thành, Hốc Thơm I, Hốc Thơm II, Bùng Binh.

## Lịch sử
Xã Hòa Khánh Tây được thành lập vào ngày 24 tháng 3 năm 1979 từ một phần diện tích và dân số của xã Hòa Khánh cũ.